# Батман и Харли Куин
„Батман и Харли Куин“ (на английски: Batman and Harley Quinn) е американски анимационен супергеройски филм от 2017 г., продуциран от „Уорнър Брос Анимейшън“ и разпространен от „Уорнър Брос Хоум Ентъртейнмънт“. Това е 29-ият филм от DC Universe Animated Original Movies и е режисиран от Сам Лиу по сценарий на Джим Крийг и Брус Тим. Премиерата се състои в Сан Диего Комик-Кон на 21 юли 2017 г. и е пуснат по кината за една нощ на 14 август 2017 г., а по-късно е пуснат в дигиталните платформи на 15 август и на DVD и Blu-ray на 29 август.